# Jonas Arweiler
Jonas Arweiler (* 10. April 1997 in Püttlingen) ist ein deutscher Fußballspieler.

## Karriere

### Verein
Arweiler begann seine Karriere beim 1. FC Saarbrücken. Zur Saison 2013/14 wechselte er in die B-Jugend von Borussia Dortmund. Ab der Saison 2014/15 spielte er dann für die A-Junioren, in den Spielzeiten 2014/15 und 2016/17 kam er zudem in der UEFA Youth League zum Einsatz. Im März 2016 spielte der Angreifer erstmals für die Reserve der Dortmunder in der Regionalliga. Ab der Saison 2016/17 gehörte er dann fest dem Kader von Dortmund II an. In der Saison 2016/17 absolvierte er 30 Partien, in denen er fünf Tore erzielte. In der Saison 2017/18 spielte er zehnmal in der vierthöchsten Spielklasse.
Zur Saison 2018/19 wechselte Arweiler in die Niederlande zum FC Utrecht, für dessen zweitklassige Reserve er eingeplant war. Bei Utrecht II gab er im August 2018 gegen die Go Ahead Eagles Deventer sein Profidebüt in der Eerste Divisie. In der Saison 2018/19 kam er zu insgesamt 29 Zweitligaeinsätzen, in denen er fünf Tore machte. Im September 2019 stand er erstmals im Kader der ersten Mannschaft, kam jedoch noch nicht zum Einsatz. Sein Debüt in der Eredivisie gab er dann im Februar 2020, als er gegen den FC Twente Enschede in der 74. Minute eingewechselt wurde. Nur zwölf Minuten nach seiner Einwechslung erzielte er mit dem Treffer zum 2:1-Sieg für Utrecht direkt sein erstes Tor in Niederlandes höchster Spielklasse. Bis zum COVID-bedingten Abbruch der Saison 2019/20 absolvierte er drei Partien in der Eredivisie und 26 in der Eerste Divisie für Utrecht II, wo er zehn Tore erzielte.
Zur Saison 2020/21 wechselte Arweiler leihweise innerhalb der Eredivisie zu ADO Den Haag. Für ADO kam er zu 25 Einsätzen in der Eredivisie, aus der er mit dem Verein zu Saisonende aber abstieg. Zur Saison 2021/22 kehrte er nicht mehr nach Utrecht zurück, sondern wechselte fest zum Zweitligisten Almere City. Für Almere kam er zu 32 Zweitligaeinsätzen und zehn Toren.
Zur Saison 2022/23 verließ der Stürmer die Niederlande nach vier Spielzeiten und schloss sich dem österreichischen Bundesligisten SK Austria Klagenfurt an, bei dem er einen bis Juni 2024 laufenden Vertrag erhielt. Nach seinem Vertragsende verließ er Klagenfurt nach der Saison 2023/24.
Im Juli 2024 kehrte Arweiler anschließend nach Deutschland zurück und wechselte zum Drittligisten SC Verl.

### Nationalmannschaft
Arweiler spielte im Oktober 2012 einmal für die deutsche U-16-Mannschaft. Im Oktober 2016 debütierte er im U-20-Team. Mit diesem nahm er 2017 auch an der WM teil. Während des Turniers kam er zu drei Einsätzen, mit den Deutschen scheiterte er im Achtelfinale an Sambia, bei jener 4:3-Niederlage erzielte Arweiler sein einziges Tor für die U-20.